# Андроник Олинтски
Андроник Олинтски (на старогръцки: Ἀνδρόνικος) от Олинт е македонски военачалник по времето на Александър Велики и на служба при Антигон I Монофталм по времето на диадохските войни през 4 век пр.н.е.
Андроник е ветеран от похода на Александър Велики, но се появява едва през 315 пр.н.е. по времето на Третата диадохска война. При отсъствието на Антигон I Монофталм той ръководи вместо него обсадата на град Тир (314 – 313 пр.н.е.) и след превземането на града е назначен за негов комендант (фуруарх). След това той заедно с Питон, Неарх и Филип става военен ментор на младия Деметрий I Полиоркет, и с него участва като комадир на дясното крило в битката при Газа през 312 пр.н.е. Обаче битката завършва със загуба от Птолемей I.
След това Андроник защитава от Птолемей важното пристанище Тир. Андроник отказва да смени лоялността си въпреки обещанието за богато плащане. Това предизвиква недоволство между подчинените му офицери и те го изгонват от града. Птолемей превзема Тир и го взема въпреки това в свитата си. Андроник завършва кариерата си като приятел (филос) на Птолемей.
Баща е на Протеас от Македония, синтропос и хатайр, конник на Александер Велики.